# Трав'янське
Трав'я́нське (рос. Травянское) — село у складі Каменського міського округу Свердловської області.
Населення — 1137 осіб (2010, 1114 у 2002).
Національний склад станом на 2002 рік: росіяни — 94 %.